# Friedemann Friese
Pour les articles homonymes, voir Friesé.
Friedemann Friese (né le 5 juin 1970 à Stadthagen, Allemagne) est un auteur allemand de jeux de société.
Il vit et travaille actuellement à Brême.
Il a créé sa propre maison d'édition 2F-Spiele. Il se reconnaît à ses cheveux colorés en vert.

## Ludographie

### Seul auteur
- Flagge zeigen, ???, Schiffahrts- und Befrachtungskontor Märker
- Wucherer, 1992-1997, Spiele-Bau-Stelle / Abacus
- Falsche Fuffziger, 1994, 2F-Spiele
- Foppen, 1995, 2F-Spiele
- FrischFisch, 1997, 2F-Spiele
- Friesematenten, 1998, 2F-Spiele
- Friesematenten : Erweiterung, 1998, 2F-Spiele
- Landlord!, 1998, Abacus, réédition de Wucherer
- Frischfleisch, 1999, 2F-Spiele
- Flickwerk, 2000, 2F-Spiele
- Freitag, Vendredi en version française, 2011, 2F-Spiele
- Funkenschlag (Mégawatts en version française), 2001-2004, 2F-Spiele
- Fische Fluppen Frikadellen, 2002, 2F-Spiele
- Fundstücke, 2002, 2F-Spiele
- Finstere Flure, 2003, 2F-Spiele
- Fresh Fish, 2003, Plenary Games réédition de FrischFisch
- Power Grid, 2004, Rio Grande réédition de Funkenschlag
- Funkenschlag-Erweiterung : Italien/Frankreich, 2005, 2F-Spiele
- Turbo Taxi, 2005, Queen Games
- Fauna Fauna, 2008
- 504, 2015, Stronghold Games
- Fabulosa Fructus, 2017, 2F-Spiele
- Futuropia,  2018,  2F-Spiele
- Fine sand,  Châteaux de Fable en version française, 2018, 2F-Spiele
- Fire!, 2019, 2F-Spiele
- Fast sloths, 2019, 2F-Spiele
- Faiyum, 2020, 2F-Spiele

### AvecAndrea Meyer
- Schwarzarbeit, 2003, BeWitched-Spiele

### AvecWolfgang Panning
- Paparazzo, 1994, Abacus

### AvecMarcel-André Casasola Merkle
- Fiese Freunde Fette Feten, 2005, 2F-Spiele

### AvecHartmut Kommerell,Thorsten Gimmler,Andrea Meyeret Martina Hellmich
- Ludoviel, 2003, Tagungshaus Drübberholz